# E Live
E Live è il primo album dal vivo della cantante italiana Emma, pubblicato l'11 novembre 2014 dalla Universal Music Group.
Il 4 giugno 2015 l'album è stato premiato ai Wind Music Awards 2015 nella categoria Album Oro.

## Descrizione
L'edizione comprende un CD live e un DVD contenenti 36 brani della cantante dal vivo e la versione in studio di Emma del brano Resta ancora un po' scritto dalla stessa per Antonino Spadaccino nel 2012. Quest'ultimo è stato poi certificato dalla FIMI singolo d'oro per le oltre 15 000 copie vendute, mentre l'album disco d'oro per le oltre 25 000 copie vendute.

## Tracce

### CD
1. Amami – 5:18
2. Sarò libera – 3:52
3. Se rinasci – 4:59
4. Schiena – 5:23
5. Chimera – 4:16
6. L'amore non mi basta – 3:33
7. Io son per te l'amore – 4:56
8. In ogni angolo di me – 4:04
9. Ma che vita fai – 4:30
10. Dimentico tutto – 4:34
11. Non è l'inferno – 4:40
12. Arriverà – 3:45
13. Cercavo amore – 4:25
14. Calore – 5:13
15. La mia città – 4:08
16. Resta ancora un po' (Studio Version) – 3:33

Durata totale: 71:09

### DVD
1. Amami
2. La mia felicità
3. Sarò libera
4. Se rinasci
5. Schiena
6. Trattengo il fiato
7. Chimera
8. L'amore non mi basta
9. Io son per te l'amore
10. In ogni angolo di me
11. Ma che vita fai
12. Resta ancora un po'
13. Dimentico tutto
14. Hombre de tu vida (feat. David Bisbal)
15. Amame (feat. David Bisbal)
16. Non è l'inferno
17. Arriverà
18. Cercavo amore
19. Calore
20. La mia città

Video extra
1. E Life – 14:06
2. E Love – 15:49

## Classifiche

### Classifiche settimanali
| Classifica (2014) | Posizione massima |
| ----------------- | ----------------- |
| Italia            | 6                 |

### Classifiche di fine anno
| Classifica (2014) | Posizione |
| ----------------- | --------- |
| Italia            | 45        |